# Europa van Naties en Vrijheid
Europa van Naties en Vrijheid (ENV) (Engels: Europe of Nations and Freedom, ENF; Frans: Europe des nations et des libertés, ENL) was een eurosceptische en rechtse fractie in het Europees Parlement.

## Geschiedenis

### Fractievorming voor het 8e Europees Parlement
Na de Europese parlementsverkiezingen in 2014 slaagde een samenwerkingsverband van Front National (Frankrijk) en PVV (Nederland) er niet in te voldoen aan de vereisten voor de vorming van een fractie in het Europees Parlement. De parlementsleden van deze partijen begonnen de zittingsperiode van het parlement als niet-fractiegebonden leden.
Op 15 juni 2015 werd bekendgemaakt dat de partijen er alsnog in geslaagd waren een Europese fractie te vormen. Deze fractie werd op 16 juni 2015 in een persconferentie gepresenteerd. Co-voorzitters van deze fractie werden Marine Le Pen (Front National, Frankrijk) en Marcel de Graaff (PVV, Nederland). De fractie kreeg geen zitplaats voor de co-voorzitters aan de binnenring in de centrale zaal van het Europees Parlement omdat deze vol was en de indeling sinds de Europese verkiezingen van 2014 vast stond.
De 36 parlementsleden die tot deze fractie toetraden (afkomstig uit zeven landen), behoorden voordien – op één uitzondering na – tot de niet-fractiegebonden leden.
Marine Le Pen trad op 18 juni 2017 af als lid van het Europees Parlement vanwege haar verkiezing als lid van het Franse parlement. Zij werd als co-voorzitter van de fractie opgevolgd door Nicolas Bay.

### Opheffing
De fractie werd op 13 juni 2019 opgeheven. Een aantal leden verenigde zich vervolgens in de nieuw ingestelde fractie Identiteit en Democratie. 

## Leden

Europa van Naties en Vrijheid heeft parlementsleden uit 9 lidstaten, waarvan 5 lidstaten met meerdere parlementsleden (donkergrijs) en 4 lidstaten met één parlementslid (donkerblauw).

| Land                     | Nationale partij                                        | Zetels |
| Land                     | Nationale partij                                        | 2015   |
| ------------------------ | ------------------------------------------------------- | ------ |
| België                   | Vlaams Belang                                           | 1      |
| Frankrijk                | Rassemblement National                                  | 18     |
| Frankrijk                | Front National-Rassemblement bleu Marine                | 2      |
| Italië                   | Lega Nord                                               | 5      |
| Nederland                | Partij voor de Vrijheid                                 | 3      |
| Oostenrijk               | Vrijheidspartij van Oostenrijk                          | 4      |
| Polen                    | Congres van Nieuw Rechts                                | 2      |
| Verenigd Koninkrijk      | UK Independence Party                                   | 1      |
| totaal                   | totaal                                                  | 36     |
| mutaties na 15 juni 2015 |                                                         |        |
| Frankrijk                | Front National                                          | +1/-1  |
| Roemenië                 | Conservatieve Partij/onafhankelijk                      | +1/-1  |
| Nederland                | Partij voor de Vrijheid                                 | +1     |
| Verenigd Koninkrijk      | UK Independence Party/onafhankelijk                     | 0      |
| Duitsland                | Die blaue Partei                                        | +1     |
| Italië                   | MoVimento 5 Stelle/onafhankelijk                        | +1     |
| Frankrijk                | Front National                                          | -3     |
| Frankrijk                | Front National-Rassemblement bleu Marine/Front National | 0      |
| Frankrijk                | Front National                                          | -1     |
| Frankrijk                | Rassemblement National                                  | -1     |
| Verenigd Koninkrijk      | UK Independence Party                                   | +1     |
| Verenigd Koninkrijk      | UK Independence Party                                   | +1     |
| Verenigd Koninkrijk      | UK Independence Party                                   | 0      |
| totaal                   | totaal                                                  | 36     |